# .zm
.zm e интернет домейн от първо ниво за Замбия. Администрира се от ZAMNET Communication Systems Ltd. Представен е през 1994 г.

## Домейни от второ ниво
- ac.zm
- co.zm
- com.zm
- edu.zm
- gov.zm
- net.zm
- org.zm
- sch.zm